# 스타다큐 K팝 히어로
《스타다큐 K-POP 히어로》는 SBS MTV에서 방영된 오락 프로그램이다.

## 기획 의도
대한민국 대표 가수들의 현재 모습 이전에 신인 시절로 활동한 시절들과 방송에는 공개되지 못했던 동영상 등을 통해 다양한 구성으로 K-POP 가수들의 모습을 만나볼 수 있는 프로그램이다.